# The New Addams Family
The New Addams Family är en amerikansk-kanadensisk TV-serie som visades i YTV i Kanada och Fox Family Channel i USA mellan 19 oktober 1998 och 28 augusti 1999. Den producerades av Shavick Entertainment och Saban Entertainment.

## Roller
- Gomez - Glenn Taranto
- Morticia - Ellie Harvie
- Pugsley - Brody Smith
- Wednesday - Nicole Fugere
- Gradma - Betty Philips
- Lurch - John DeSantis
- Uncle Fester - Michael Roberds
- Grampapa Addams - John Astin

## Avsnittsförteckning
| Nr | Titel                                | Datum            |
| -- | ------------------------------------ | ---------------- |
| 1  | Halloween With the Addams Family     | 19 oktober 1998  |
| 2  | Deadbeat Relatives                   | 20 oktober 1998  |
| 3  | The Addams Family Goes to School     | 21 oktober 1998  |
| 4  | Fester’s Punctured Romance           | 22 oktober 1998  |
| 5  | New Neighbors Meet the Addams Family | 23 oktober 1998  |
| 6  | Grandpappa Addams Comes to Visit     | 26 oktober 1998  |
| 7  | Gomez, the Reluctant Lover           | 27 oktober 1998  |
| 8  | Morticia, the Matchmaker             | 28 oktober 1998  |
| 9  | The Addams Family Tree               | 29 oktober 1998  |
| 10 | Cousin Itt Visits the Addam Family   | 30 oktober 1998  |
| 11 | Art and the Addams Family            | 30 oktober 1998  |
| 12 | Thing Is Missing                     | 2 november 1998  |
| 13 | Fester Goes on a Diet                | 3 november 1998  |
| 14 | Morticia's Romance: Part 1           | 4 november 1998  |
| 15 | Morticia's Romance: Part 2           | 5 november 1998  |
| 16 | Wednesday Leaves Home                | 6 november 1998  |
| 17 | My Fair Cousin Itt                   | 9 november 1998  |
| 18 | The Winning of Morticia Addams       | 10 november 1998 |
| 19 | Uncle Fester's Toupee                | 11 november 1998 |
| 20 | Lurch Learns to Dance                | 12 november 1998 |
| 21 | Morticia and the Psychiatrist        | 13 november 1998 |
| 22 | Melancholia Finds Romance            | 16 november 1998 |
| 23 | Morticia's Favorite Charity          | 17 november 1998 |
| 24 | Morticia and the Ladies League       | 18 november 1998 |
| 25 | Morticia the Breadwinner             | 23 november 1998 |
| 26 | Morticia’s Dillemma                  | 30 november 1998 |
| 27 | Christmas with the Addams Family     | 7 december 1998  |
| 28 | Crisis in the Addams Family          | 4 januari 1999   |
| 29 | Gomez, the Cat Burglar               | 8 januari 1999   |
| 30 | Uncle Fester's Illness               | 11 januari 1999  |
| 31 | Green-Eyed Gomez                     | 15 januari 1999  |
| 32 | Thing's Romance                      | 18 januari 1999  |
| 33 | Morticia, the Decorator              | 22 januari 1999  |
| 34 | Close Entcounters of the Addams Kind | 25 januari 1999  |
| 35 | Amnesia in the Addams Family         | 1 februari 1999  |
| 36 | Wednesday’s Crush                    | 8 februari 1999  |
| 37 | Morticia, the Sculptress             | 15 februari 1999 |
| 38 | Gomez, the People's Choice           | 22 februari 1999 |
| 39 | Lurch, the Teen-Age Idol             | 1 mars 1999      |
| 40 | Fester & Granny vs. Grandpapa Addams | 8 mars 1999      |
| 41 | Saving Private Addams                | 15 mars 1999     |
| 42 | My Son, the Chimp                    | 22 mars 1999     |
| 43 | Horseplay                            | 29 mars 1999     |
| 44 | Lurch’s Grand Romance                | 5 april 1999     |
| 45 | Fester Joins the Global Mercenaries  | 9 april 1999     |
| 46 | Catastrophia’s Career                | 12 april 1999    |
| 47 | Addams Family in Court               | 19 april 1999    |
| 48 | Cousin Itt’s Problem                 | 7 maj 1999       |
| 49 | Morticia, the Playwright             | 14 maj 1999      |
| 50 | Lurch, Man of Leisure                | 21 maj 1999      |
| 51 | Progress in the Addams Family        | 28 maj 1999      |
| 52 | Undercover Man                       | 29 maj 1999      |
| 53 | Lurch and His Piano                  | 31 maj 1999      |
| 54 | Fester, Marriage Counselor           | 4 juni 1999      |
| 55 | Cleopatra, Green of the Nile         | 11 juni 1999     |
| 56 | Granny, the Happy Medium             | 18 juni 1999     |
| 57 | Lurch’s Little Helper                | 25 juni 1999     |
| 58 | Addams Family Feud                   | 10 juli 1999     |
| 59 | Fester, the Tycoon                   | 17 juli 1999     |
| 60 | Lights, Camera, Addams               | 24 juli 1999     |
| 61 | The Addams' Policy                   | 31 juli 1999     |
| 62 | Fester, World Leader                 | 7 augusti 1999   |
| 63 | The Tale of Long John Addams         | 14 augusti 1999  |
| 64 | Keeping Up With the Joneses          | 21 augusti 1999  |
| 65 | Death Visits the Addams Family       | 28 augusti 1999  |